# Pałac Władysława Reymonta w Kołaczkowie
Pałac Władysława Reymonta w Kołaczkowie – zabytkowy klasycystyczny pałac (przez historyków sztuki uważany również za dwór) z XIX wieku w Kołaczkowie, w powiecie wrzesińskim, w województwie wielkopolskim.

## Historia
Pałac powstał na początku XIX wieku dla rodziny Stablewskich (Marcin Libicki podaje, że dla Tadeusza Grabskiego). W latach 1920–1925 w pałacu mieszkał i tworzył Władysław Reymont. W tym okresie w kołaczkowskim dworze bywało wiele zaprzyjaźnionych z Reymontem osób ze świata nauki, polityki i kultury, m.in. Adam Grzymała-Siedlecki, Kornel Makuszyński, Zenon Przesmycki, Roman Dmowski, Władysław Grabski, Maciej Rataj czy Wincenty Witos. Tu prawdopodobnie powstały też opowiadania: „Osądzona”, „Księżniczka”, „Bunt” i „Legenda”. Po 1945 wnętrza zostały przebudowane. Został wybudowany w kształcie prostokąta. Przy elewacji frontowej umieszczony jest portyk w stylu jońskim podparty przez osiem kolumn. Zachowały się meble używane przez pisarza. Przy pałacu znajduje się park, a w nim klasycystyczna oficyna z pierwszej połowy XIX wieku oraz budynki gospodarcze.
Obecnie pałac jest siedzibą Gminnego Ośrodka Kultury. Mieści się w nim również Izba Pamięci Władysława Reymonta oraz Regionalna Izba Spółdzielczości Bankowej przy Powiatowym Banku Spółdzielczym we Wrześni.